# Вертунов, Сергей Владимирович
Сергей Владимирович Вертунов (род. 14 июля 1976, Мурманск) — российский хоккеист, вратарь.

## Биография
Уроженец Мурманска, играл за юношескую команду «Судоверфь». Воспитанник «Кристалла» Электросталь. Выступал за команду в сезонах 1993/94, 1996/97 — 2000/01 («Элемаш»). Также играл за «Керамик» Электроугли (1994/95), «Кристалл-2» / «Элемаш-2» (1995/96 — 1996/97, 1998/99 — 2000/01), «Крылья Советов» (1999/2000, матчей не играл), «Дизель-2» Пенза (1999/2000, 2002/03), МГУ (1999/2000), «Дизелист» / «Дизель» (2001/02, 2003/04 — 2005/06), «Южный Урал» Орск (2002/03).
Провёл в РХЛ за «Кристалл» 23 матча.
Участник хоккейного турнира зимней Универсиады 1999.
Окончил МГАФК.
Учитель физической культуры начальных классов (школа № 2120, Москва).